# Odontopera paradoxa
Odontopera paradoxa là một loài bướm đêm trong họ Geometridae.